# ラフリー W15
ラフリー W15 (Laffly S15) は、1930年代後半にフランスのラフリー社で開発された6×6輪駆動の装輪式軍用車両である。

## 概要
1934年にフランス軍砲兵部隊に導入されたラフリー S15TはM1897 75mm野砲やM1935 105mm榴弾砲の牽引に用いられたが、S15をベースに車体を低背化し、より軽量の火砲を扱う部隊向けに開発されたのが、6×6輪駆動のラフリー W15と、4×4輪駆動のラフリー V15である。
1938年に砲兵トラクター型のW15T、および偵察車型のW15Rの試作車が完成しフランス軍に提案された。フランス軍は牽引型のW15Tの採用を決定し、1939年末までに計150両発注されたが、ラフリー社の工場には生産の余力がなく、W15Tはオチキス社およびラ・リコルヌ社でライセンス生産される事となった。このため本車の名称について、オチキス W15T のように表現する例も見られる。
ドイツとの情勢悪化を受け、軍は更に追加発注を行い、シトロエン社でもライセンス生産が行われる事となった。シトロエンで生産されたモデルは、エンジンや変速機にシトロエン製トラックなどから流用した部品が使われたという特徴がある。
フランス陸軍砲兵部隊はW15TをM1937 47mm対戦車砲の運用部隊に配備し、最初の80両は牽引型として導入した後、残りのW15Tは運転席周辺を装甲化し、M1937 47mm対戦車砲を車体後部に搭載した自走対戦車砲タイプのW15TCC（CCは Chasseur de Chars 戦車駆逐車の意味）に改修した上で配備することが考えられた。W15TCCはフランス降伏までに62両が完成し配備されたとされている。
オチキスでは、47mm砲以外の部隊にも対応したW15Tの派生型も製作したが、フランス降伏までに完成したものはわずかであった。また、シトロエンで生産されたW15Tはオチキス 25mm対戦車砲の牽引に用いられた。
W15Tは元になったS15Tと同様にフロントバンパー下部と運転台下部に小径補助タイヤを有し、悪路走破性を向上させている。積載能力は1,200kg、牽引能力は1,800kgであった。
フランス降伏後、W15Tは他のフランス軍車両と共にドイツ軍に接収され、引き続き運用された。一部のW15Tはドイツ国防軍により装甲車体を搭載した装輪装甲偵察車に改造され、Leichte Radschlepper laffly W 15T gepanzerte と呼称された。この車両はフランス国内で再編された第21装甲師団で使用された。

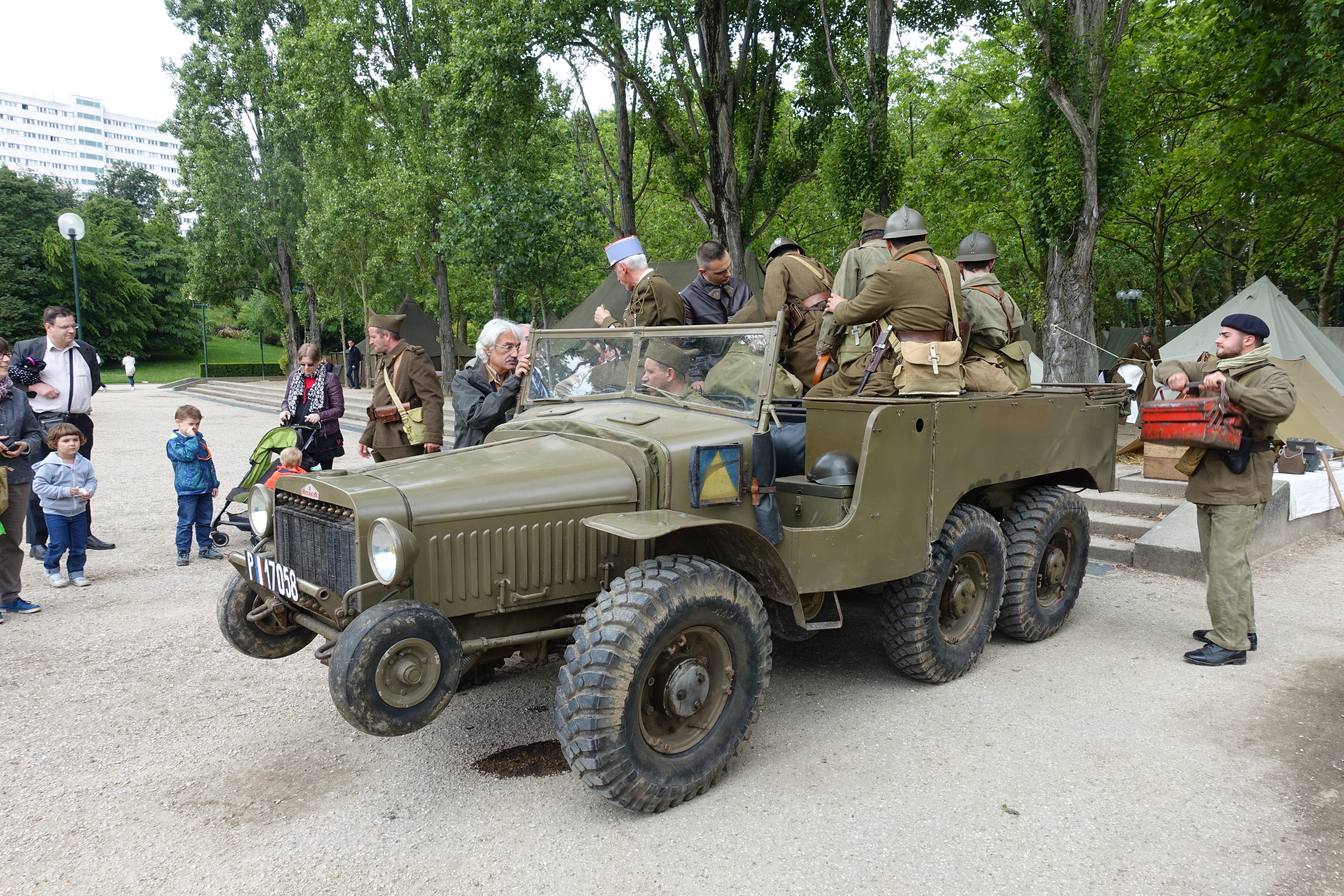
W15T, 2016年のミリタリーイベント
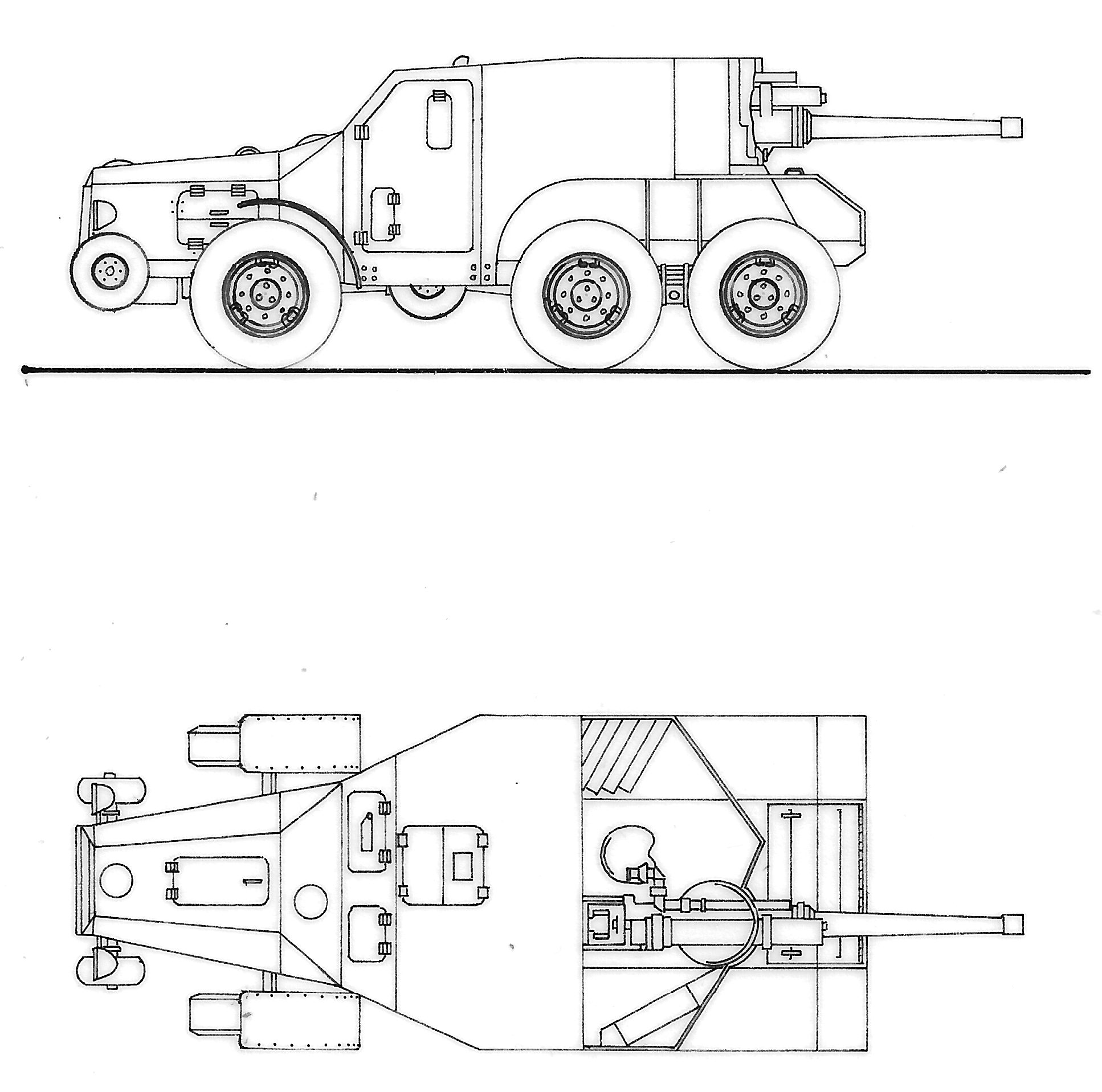
W15TCCの図面